# Mohamed Ahmed Bashir
Bisha, właśc. Mohammed Ahmed Yousif Bashir (ur. 23 maja 1987) – sudański piłkarz grający na pozycji ofensywnego pomocnika. Od 2010 roku jest zawodnikiem klubu Al-Hilal.

## Kariera klubowa
Karierę piłkarską Bisha rozpoczął w klubie Al-Mourada z Omdurmanu. W 2010 roku przeszedł do Al-Hilal Omdurman. W 2010 roku wywalczył z Al-Hilal mistrzostwo Sudanu.

## Kariera reprezentacyjna
W reprezentacji Sudanu Bisha zadebiutował w 2009 roku. W 2012 roku został powołany do kadry na Puchar Narodów Afryki 2012.